# Cephalophyllum numeesense
Cephalophyllum numeesense là một loài thực vật có hoa trong họ Phiên hạnh. Loài này được H.E.K.Hartmann mô tả khoa học đầu tiên năm 1988.